# Приозерний (Нев'янський міський округ)
Приозе́рний (рос. Приозёрный) — селище у складі Нев'янського міського округу Свердловської області.
Населення — 13 осіб (2010, 9 у 2002).
Національний склад станом на 2002 рік: росіяни — 100 %.